# Ней Келлер
Ней Келлер (порт. Ney Keller; нар. 2 грудня 1958) — колишній бразильський тенісист.
Найвищу одиночну позицію світового рейтингу — 161 місце досяг 3 січня 1983, парну — 110 місце — 2 січня 1984 року.
Найвищим досягненням на турнірах Великого шолома було 2 коло в змішаному парному розряді.

## Фінали Гран-прі за кар'єру

### Парний розряд: 1 (0–1)
| Результат | Дата     | Турнір               | Покриття | Партнер    | Суперники                        | Рахунок  |
| --------- | -------- | -------------------- | -------- | ---------- | -------------------------------- | -------- |
| Поразка   | Лют 1983 | Вінья-дель-Мар, Чилі | Ґрунт    | Жуліо Гоес | Ганс Гільдемайстер Белус Прахокс | 3–6, 1–6 |

## Титули на челленджерах

### Парний розряд: (2)
| Ранг | Рік  | Турнір                   | Покриття | Партнер         | Суперники                     | Рахунок       |
| ---- | ---- | ------------------------ | -------- | --------------- | ----------------------------- | ------------- |
| 1.   | 1979 | Рібейран-Прету, Бразилія | Ґрунт    | Кассіу Мотта    | Томас Кош Белус Прахокс       | 4–6, 7–6, 7–5 |
| 2.   | 1983 | Паріолі, Італія          | Ґрунт    | Жівалдо Барбоза | Джанні Маркетті Енцо Ваттуоне | 6–3, 6–2      |